# Paramuricea indica
Paramuricea indica är en korallart som beskrevs av Thomson och Henderson 1906. Paramuricea indica ingår i släktet Paramuricea och familjen Plexauridae. Inga underarter finns listade i Catalogue of Life.